# 延庆区
40°27′25″N 115°58′29″E / 40.456951°N 115.974848°E
延庆区是北京市下辖的一个区，是首都生态涵养发展区，生态屏障和重要水源保护地。区域东西长73公里，南北宽45.5公里，面积1993平方公里，占北京市总面积的12%。区人民政府驻儒林街道湖北西路1號 。
2015年11月，中华人民共和国国务院批准北京市调整行政区划，延庆县撤县设区。

## 地理概况
- 延庆区位于北京西北部，距市中心直线距离74公里，是北京的西北门户[5]。延庆东邻怀柔区，南邻昌平区，西与河北省怀来县接壤，北与河北省赤城县相邻。
- 延庆区北、东、南三面环山，西面临官厅水库，平均海拔500米以上，以山区为主，山区占全县面积70%[2]:104。全区林木绿化率达到74%[6]
- 延庆区气候独特，冬冷夏凉，素有北京“夏都”之称，此外，延庆的地熱能、太阳能、風能等新能源和可再生能源丰富，占能源消耗比重达25%，是首批国家绿色能源示范县、北京市新能源和可再生能源示范区。[6]
- 延庆区境内海坨山主峰海拔2241米，是北京市第二高峰。[7]延庆县境內有著名景点八達嶺長城遺跡。

## 气候概况
- 延庆区属于暖温带大陆性季风气候，夏季较热冬季寒冷，年平均气温9.6℃，最热月(7月)平均气温为24.1℃，最冷月(1月)平均气温为-7.4℃，年降水量为449.2毫米。
- 最高温度记录为39℃，出现在1961年6月10日[2]:65页。
- 截至2016年，最低温度记录为-27.3℃，出现在1973年1月23日[2]:65页。2016年1月23日，最低温度记录-29.8℃，为30年来北京最低温度记录。[8]
- 6月至8月降水量最多的年份是1964年，为747.1毫米，最少的年份是1965年，为274毫米[2]:66页。
- 延庆区日照非常充足，年日照时数可达2623.4小时，日照百分率60%，日照时数和太阳辐射均为北京市最高[2]:67页。
- 延庆区的气象数据如下表，高海拔山区气象数据可参考佛爷顶气象站记录。

| 延庆区（1991-2020年常态） | 延庆区（1991-2020年常态） | 延庆区（1991-2020年常态） | 延庆区（1991-2020年常态） | 延庆区（1991-2020年常态） | 延庆区（1991-2020年常态） | 延庆区（1991-2020年常态） | 延庆区（1991-2020年常态） | 延庆区（1991-2020年常态） | 延庆区（1991-2020年常态） | 延庆区（1991-2020年常态） | 延庆区（1991-2020年常态） | 延庆区（1991-2020年常态） | 延庆区（1991-2020年常态） |
| 月份                      | 1月                       | 2月                       | 3月                       | 4月                       | 5月                       | 6月                       | 7月                       | 8月                       | 9月                       | 10月                      | 11月                      | 12月                      | 全年                      |
| ------------------------- | ------------------------- | ------------------------- | ------------------------- | ------------------------- | ------------------------- | ------------------------- | ------------------------- | ------------------------- | ------------------------- | ------------------------- | ------------------------- | ------------------------- | ------------------------- |
| 平均高温 °C（°F）         | −0.9 (30.4)               | 3.7 (38.7)                | 10.7 (51.3)               | 18.9 (66.0)               | 25.1 (77.2)               | 28.4 (83.1)               | 29.5 (85.1)               | 28.5 (83.3)               | 24.1 (75.4)               | 17.1 (62.8)               | 7.6 (45.7)                | 0.4 (32.7)                | 16.1 (61.0)               |
| 日均气温 °C（°F）         | −7.4 (18.7)               | −3.4 (25.9)               | 3.7 (38.7)                | 12.0 (53.6)               | 18.3 (64.9)               | 22.1 (71.8)               | 24.1 (75.4)               | 22.8 (73.0)               | 17.4 (63.3)               | 10.1 (50.2)               | 1.4 (34.5)                | −5.5 (22.1)               | 9.6 (49.3)                |
| 平均低温 °C（°F）         | −12.9 (8.8)               | −9.1 (15.6)               | −2.4 (27.7)               | 5.2 (41.4)                | 11.6 (52.9)               | 16.4 (61.5)               | 19.6 (67.3)               | 18.1 (64.6)               | 12.0 (53.6)               | 4.5 (40.1)                | −3.5 (25.7)               | −10.3 (13.5)              | 4.1 (39.4)                |
| 平均降水量 mm（）         | 1.5 (0.06)                | 3.5 (0.14)                | 9.0 (0.35)                | 18.5 (0.73)               | 43.2 (1.70)               | 74.8 (2.94)               | 121.6 (4.79)              | 79.2 (3.12)               | 59.9 (2.36)               | 23.8 (0.94)               | 11.4 (0.45)               | 2.3 (0.09)                | 449.2 (17.69)             |
| 平均降水天数              | 1.5                       | 2.1                       | 3.3                       | 4.7                       | 7.3                       | 11.6                      | 12.8                      | 10.5                      | 8.0                       | 5.3                       | 2.9                       | 1.5                       | 71.5                      |
| 平均降雪天数              | 3.1                       | 3.0                       | 3.0                       | 0.7                       | 0.0                       | 0.0                       | 0.0                       | 0.0                       | 0.0                       | 0.2                       | 2.7                       | 2.8                       | 15.5                      |
| 平均相對濕度（％）        | 47                        | 43                        | 41                        | 42                        | 48                        | 62                        | 74                        | 75                        | 70                        | 61                        | 54                        | 48                        | 55                        |
| 月均日照時數              | 205.5                     | 204.0                     | 239.5                     | 248.0                     | 270.2                     | 231.2                     | 202.6                     | 213.4                     | 213.3                     | 212.4                     | 189.7                     | 193.6                     | 2,623.4                   |
| [ 來源請求 ]              |                           |                           |                           |                           |                           |                           |                           |                           |                           |                           |                           |                           |                           |

## 行政区划
延庆区下辖3个街道办事处、11个镇、4个乡：
百泉街道、香水园街道、儒林街道、延庆镇、康庄镇、八达岭镇、永宁镇、旧县镇、张山营镇、四海镇、千家店镇、沈家营镇、大榆树镇、井庄镇、大庄科乡、刘斌堡乡、香营乡和珍珠泉乡。

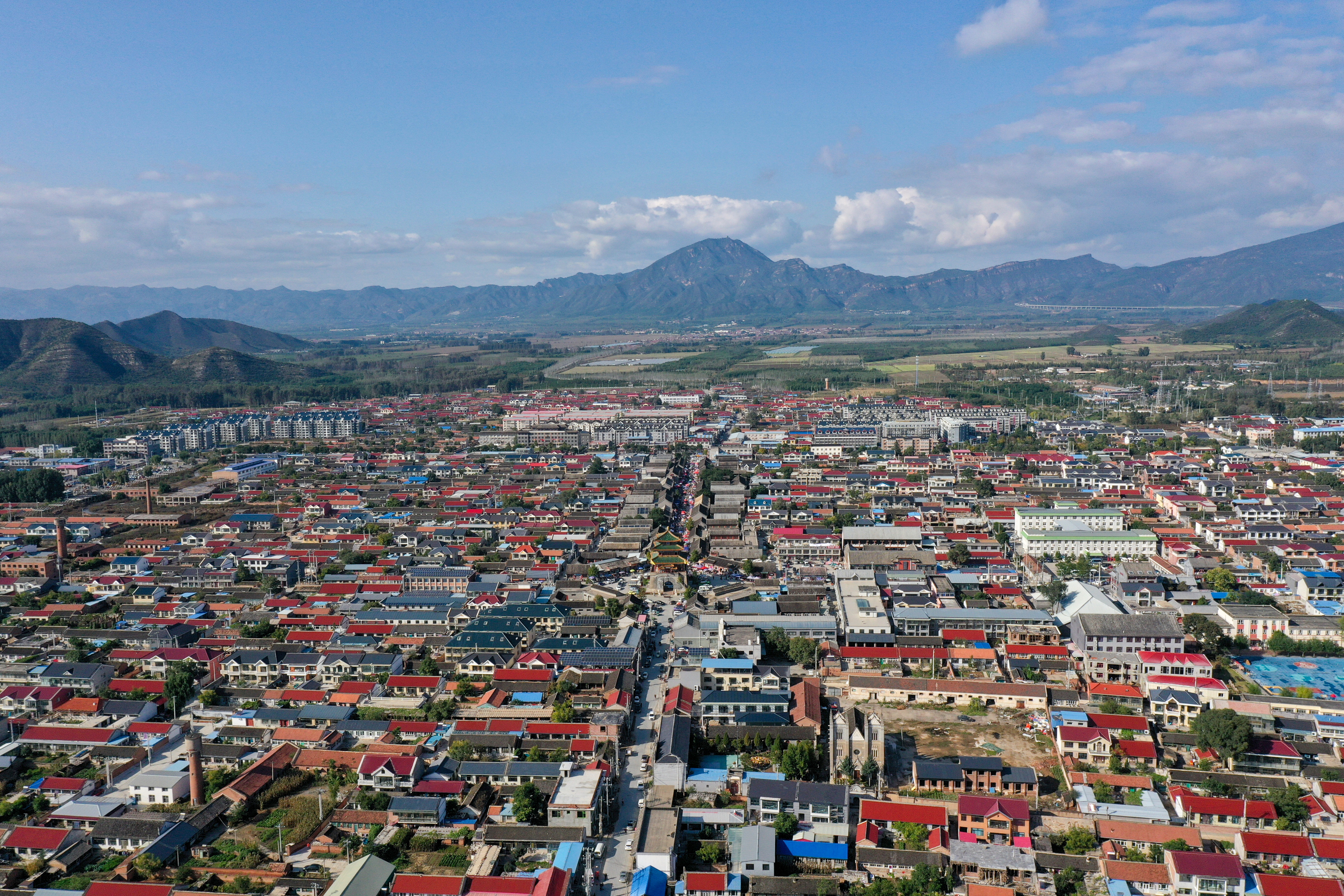
位于延庆区东北部的永宁镇

另設八达岭特区办事处，八达岭特区是1981年北京市人民政府批准成立的旅游特区，2021年6月1日起改由八达岭长城管理处承担原八达岭特区办事处所承担的长城文化研究、文物保护等职能。八达岭长城景区（含水关长城、古长城）和中国长城博物馆与经营有关的游客服务等经营业务则通过业务授权方式交由八达岭文旅集团承担，由其所属企业负责运营。

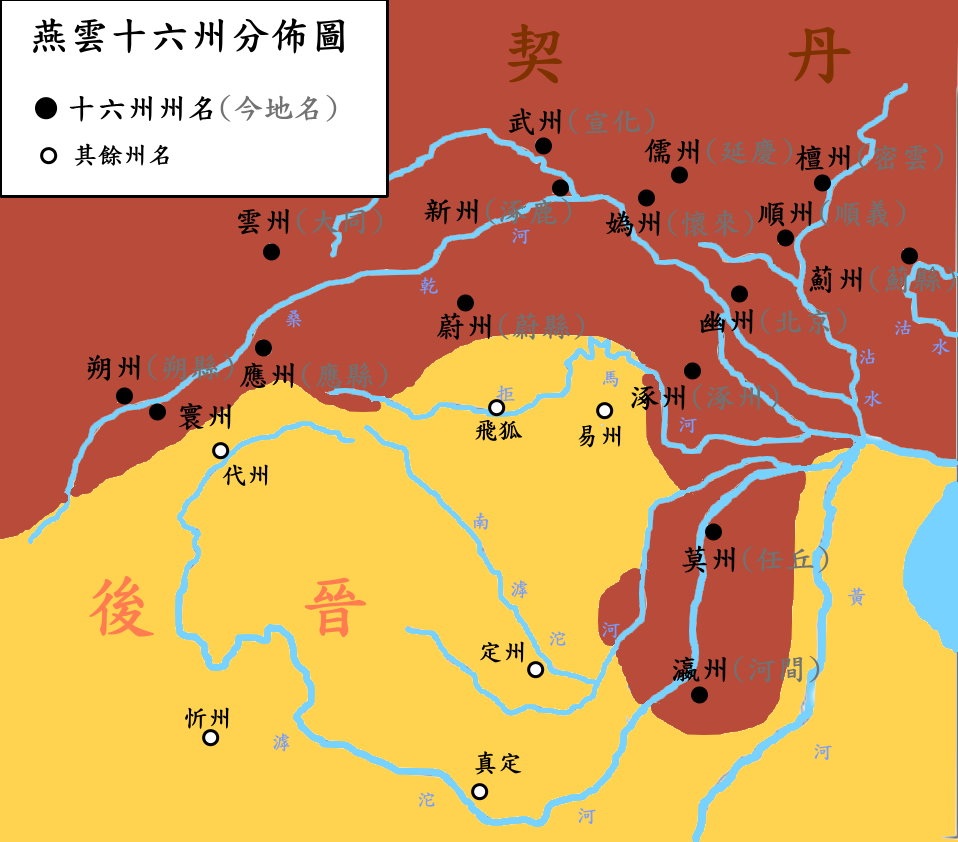
燕云十六州

## 历史
汉朝时上谷郡的郡治在此西南。唐朝设妫川县（以妫水河命名），属妫州，有防御军城:385页。唐末及辽金时，改为缙山县（以缙云山命名，又名缙山、缙阳山、佛爷顶），属儒州。自唐、宋，至辽代，妫、儒二州同属燕云十六州。元代改为龙庆州，属大都路。明朝改为隆庆州，后为避穆宗年号隆庆，改称延庆州，一直沿用至清朝。民国初，始称延庆县，属察哈尔省。

中華民國時期，延慶區屬察哈爾省管轄

1952年改属河北省张家口专区，1958年，划归北京市。2015年11月，经国务院批准，延庆县撤县设区。

## 人口
根據第七次人口普查數據，截至2020年11月1日零時，延慶區常住人口為345671人。

## 学校

### 小学
- 北京市延庆区第一小学（始建于清乾隆二十年（公元1755年），原为冠山书院，光绪二十九年（1903年）初改为高级小学堂[2]:574页。）
- 北京市延庆区第二小学
- 北京市延庆区第三小学
- 北京市延庆区第四小学

### 中学
- 北京市延庆区第一中学（原延庆中学）
- 北京市延庆区第二中学（原南菜园中学）
- 北京市延庆区第三中学（原新城中学[15]）

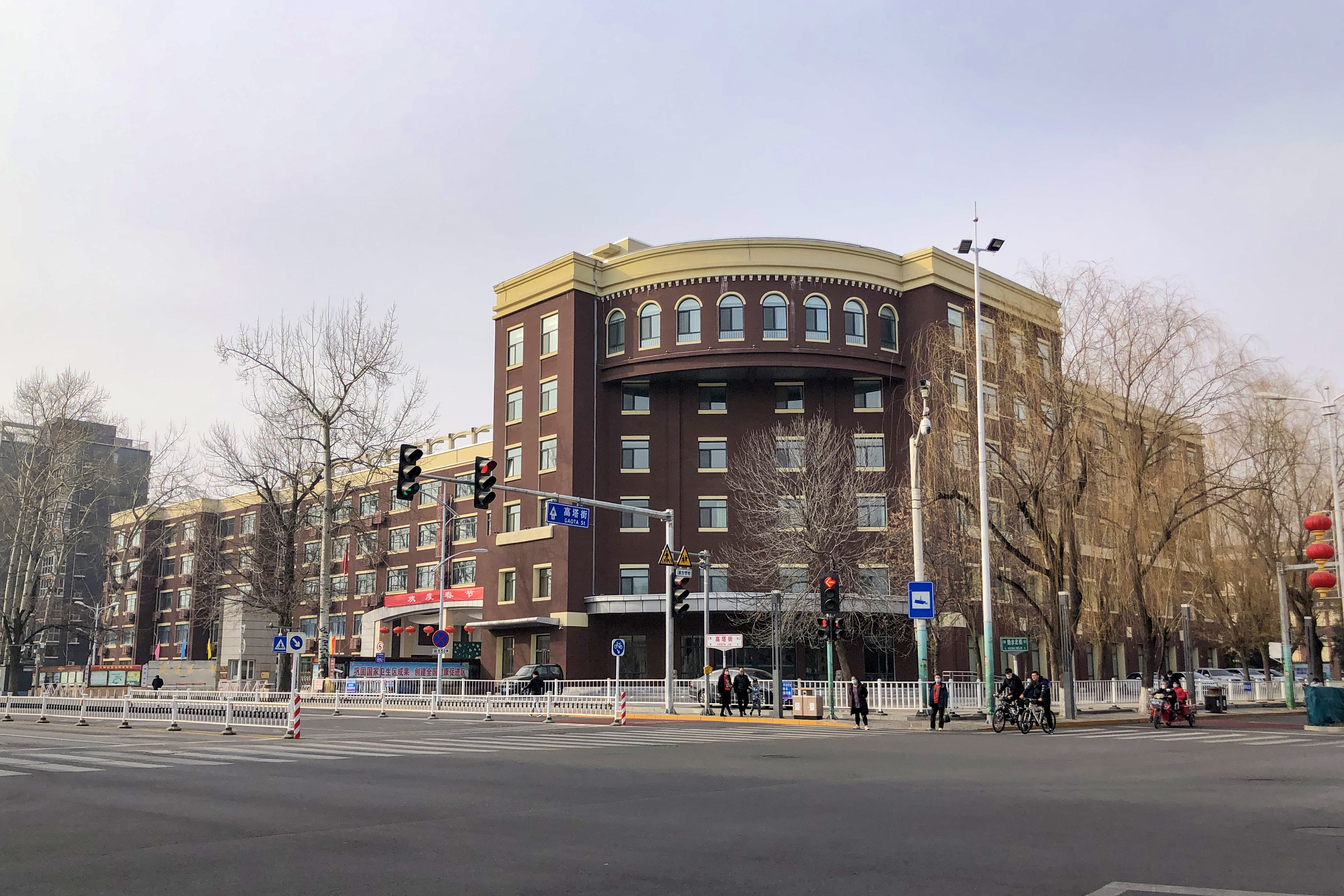
延庆一中

- 北京市延庆区第四中学（北京师范大学附属中学）
- 北京市延庆区第五中学
- 北京市延庆区第八中学
- 北京市延庆区十一学校

（以上中小学均位于延庆镇境内）
- 北京市延庆区康庄中学（北京市八一实验学校）

### 其它
- 北京科技职业学院八达岭校区
- 北京邮电大学世纪学院
- 北京广播电视大学延庆分校

## 博物馆
- 延庆博物馆
- 延庆地质博物馆
- 中国长城博物馆，位于八达岭关城西侧[2]:298页。
- 詹天佑纪念馆，属中国铁道博物馆。
- 延庆县山戎文化陈列馆

## 延庆方言
延庆旧时为张家口所辖，由于全县大部分地处长城之外，口音与张家口话（属晋语）接近，与北京官话有显著不同。
全县语言大体分为六个区域，但是这六个方言区域的界限是模糊的，不确定的。
- 妫水河流域的延庆-永宁地区。
- 康庄-西拨子-八达岭一线，原为延庆卫军屯，这一地带自古就是内地通往大西北的交通要道，语言受到外来影响较大。
- 张山营地区。该地区与河北省怀来、赤城接壤，有的村屯原来就属于怀来县管辖，语言也受雁北地区影响较大。
- 四海-珍珠泉地区，类似怀柔话。
- 白河流域的千家店-沙梁子地区，比延庆其他地区更接近普通话。
- 大庄科地区，语言更接近昌平话。

## 饮食

### 特产与美食
- 红心鸭蛋（产自珍珠泉乡，明清时为皇宫贡品）
- 豆腐（清朝时为宫廷贡品），生产地主要在永宁和柳沟，两地的水与气候俱佳，采用酸浆（豆汁自然发酵的清浆）作为凝固剂，风味独特。
- 火勺，一种延庆特有的地域性面食小吃，起源自永宁镇。
- 柳沟火盆锅
- 饸饹[17]

## 旅游
延庆世界地质公园分为“一园四区”，由西部龙庆峡园区及古崖居园区，东部的千家店园区、南部的八达岭园区组成。
延庆世界地质公园涵盖了延庆县主要的旅游资源。
延庆区年吸引游客超过1800万人次，是全国首批国家旅游标准化示范县和全国首个国家级旅游综合改革示范县。

### 国家5A级旅游景区
- 八达岭长城，是明长城中保存最好的一段，也是最具代表性的一段。八达岭海拔1015米，八达岭长城最高敌楼海拔888米。2007年，八达岭长城入选首批国家5A级旅游景区。

### 国家4A级旅游景区
- 千家店百里山水画廊景区
- 野鸭湖国家湿地公园
- 水关长城
- 龙庆峡

### 国家3A级旅游景区（部分）
- 古崖居，为全国重点文物保护单位。
- 北京八达岭野生动物世界
- 八达岭国家森林公园
- 北京松山国家级自然保护区，保存有华北地区唯一的原始油松林。
- 八达岭残长城

### 其他景点
- 康西草原
- 玉渡山
- 海坨山，海拔2241米，是北京市第二高峰。
- 滴水壶

### 特色旅游
- 自行车骑游，一项健康、环保、时尚、低碳的绿色运动。
- 冬季滑雪，延庆有较好的冰雪资源，是距离北京较近的滑雪胜地。
- 龙庆峡赏冰灯，自1987年以来的每年冬季，自龙庆峡水库取冰，进行雕塑，举办冰灯艺术展，迄今已举办29届。
- 鮮吃康莊樂園：北京少有的生態農莊。

### 城市公园
（以下城市公园均位于延庆镇境内）
- 夏都公园
- 妫水公园
- 延庆地质公园（东湖公园）
- 万亩森林公园
- 香水苑公园
- 三里河湿地生态公园
- 江水泉公园
- 妫川广场

## 水域情况
- 延庆境内Ⅳ级以上河流18条，其中III级河流2条（白河、妫水河），Ⅳ级河流16条。
- 官厅水库（属大型水库）的一部分位于延庆境内。另有白河堡水库（属中型水库）、佛峪口水库、龙庆峡水库位于延庆境内。

## 环境情况
- 延庆区PM2.5年均浓度值为68.0微克/立方米，空气质量优于北京市其他区，排名第一。[20][21]

## 交通设施

### 铁路

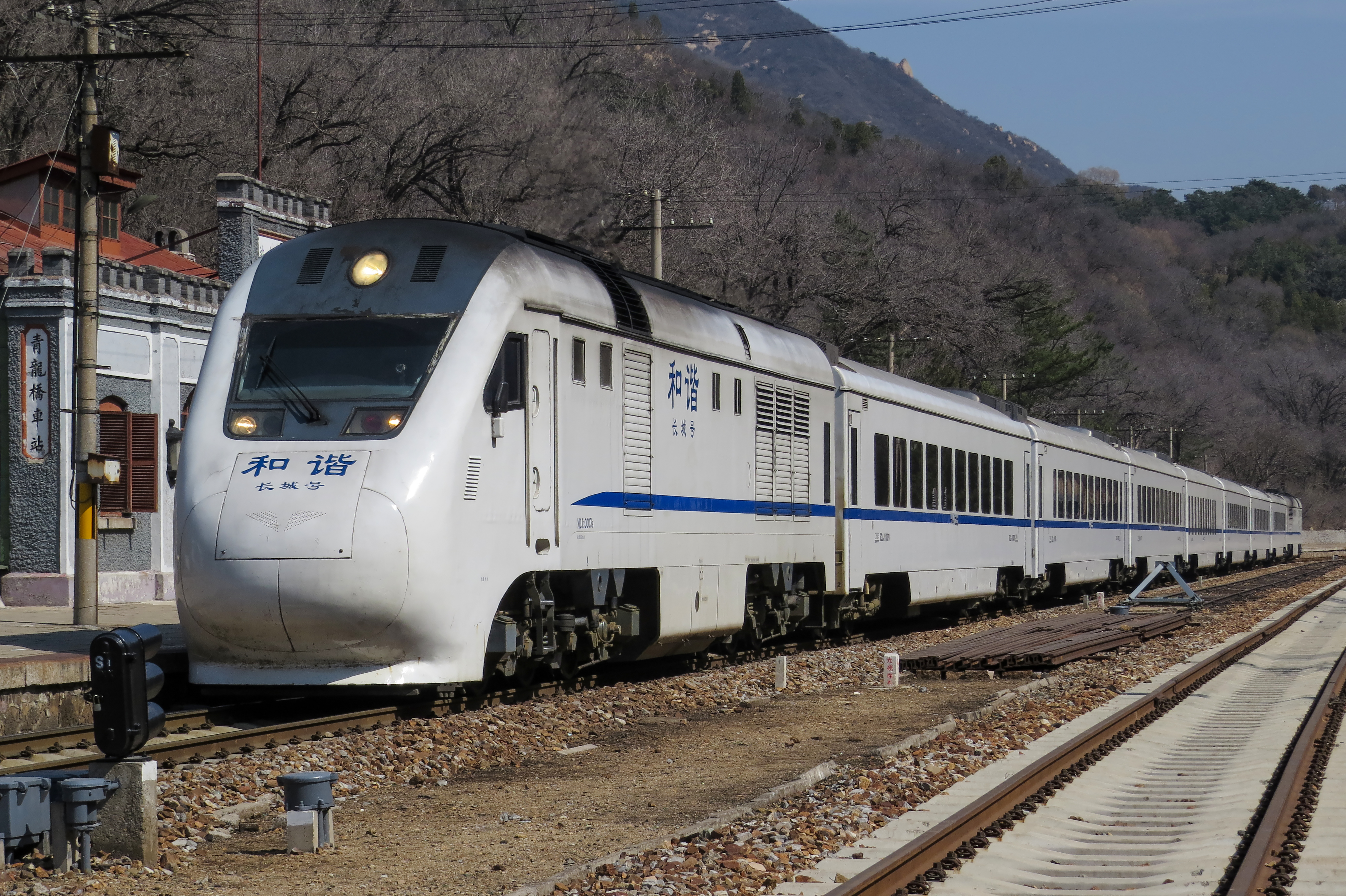
在青龙桥站折返的S2线列车

- 北京市郊铁路S2线，沿既有京包铁路和康延支线运行的通勤列车。北京市郊铁路S2线在延庆境内停靠的车站有八达岭站、康庄站（去往河北沙城方向）、延庆站。
- 京包铁路，是由爱国工程师詹天佑设计并主持修建的铁路。詹天佑时期修建的车站有三堡站、青龙桥站、西拨子站和康庄站，其中三堡站和西拨子站已不作为客运车站使用，青龙桥站仅作上行线折返点，不作为客运车站使用。中华人民共和国成立后，又分别修建了青龙桥西站和八达岭站，其中青龙桥西站仅作下行线折返点，不作为客运车站使用。
- 大秦铁路，一条煤炭货运专线铁路，延庆境内设有延庆北站和铁炉村站。
- 京张城际铁路，延庆境内设八达岭长城站，并由康延支线连通延庆站。

### 公路

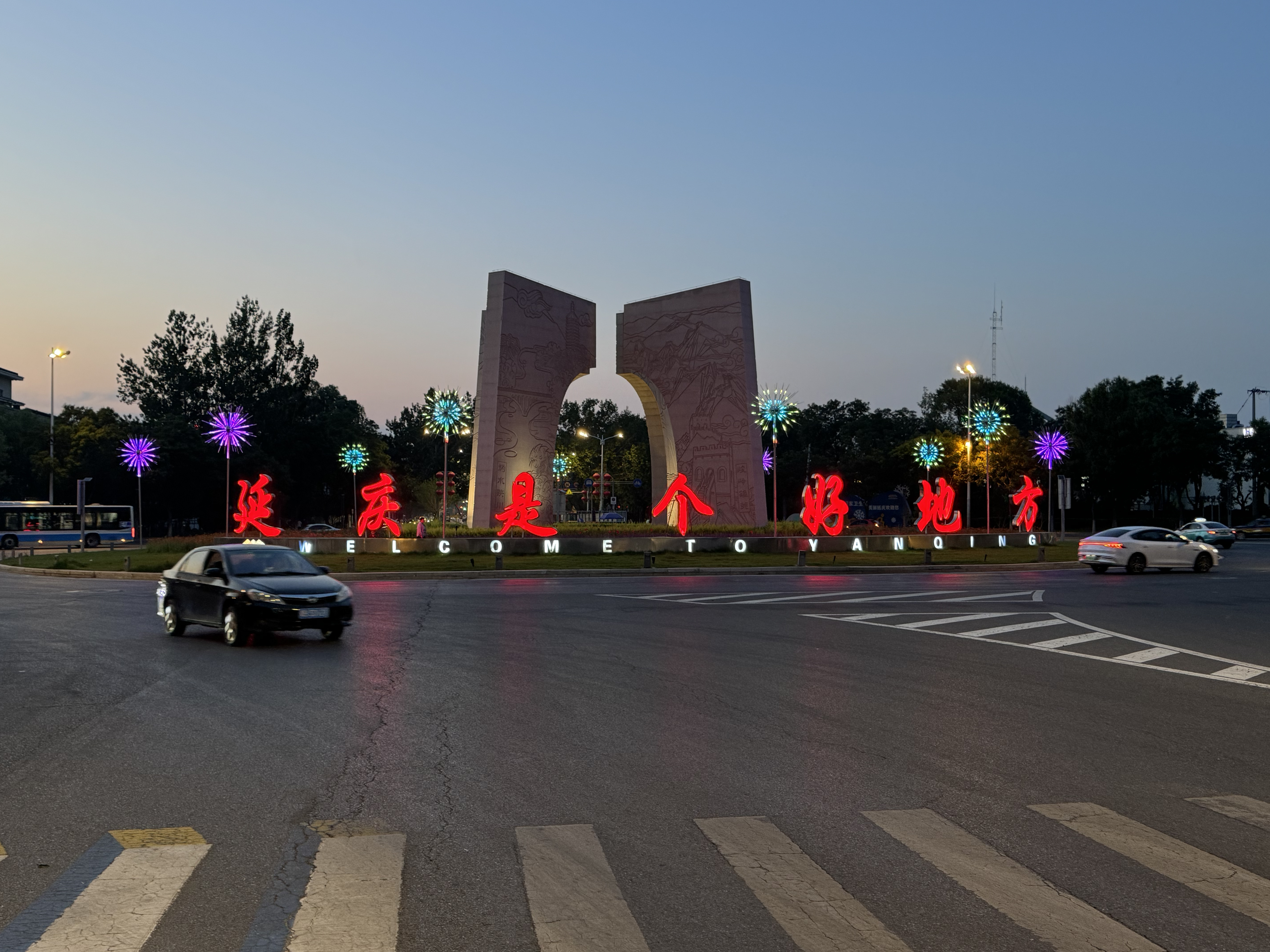
“延庆是个好地方”标志

- 京藏高速公路北京段。
- 京新高速公路北京段，既有京包高速公路和 110国道新线。
- 京礼高速公路北京段（兴延高速公路、延崇高速公路北京段）。
- 110国道、 234国道。

### 其他
- 八达岭机场[22]

## 文物保护

### 世界文化遗产
- 1987年，联合国教科文组织接受中国万里长城为“世界文化遗产”并列入“世界文化遗产”名录。1991年，八达岭长城作为中国长城的代表接受联合国教科文组织颁发的“世界文化遗产”证书[2]:296页。

### 全国重点文物保护单位
- 1961年，八达岭长城被国务院确定为第一批全国重点文物保护单位。
- 2013年，古崖居遗址、京张铁路南口段至八达岭段（八达岭地区）、詹天佑铜像及墓入选第七批全国重点文物保护单位。

### 北京市文物保护单位
- 詹天佑铜像及墓
- 古崖居遗址
- 玉皇庙山戎墓遗址
- 岔道城遗址
- 永宁天主教堂
- 木化石群
- 北关龙王庙
- 花盆村戏台及关帝庙
- 灵照寺

### 国家级非物质文化遗产
- 八达岭长城传说

### 其他
- 延庆大庄科辽代矿冶遗址群，入选“2014年全国十大考古新发现”。[23]

## 友好城市
- 法國拉雷讷堡市，于1995年签订友好交流协议。
- 东大门区，于1997年建立友好关系，于2011年签订“文化体育交流协议书”和“经济交流协议书。[24]
- 義大利切尔韦泰里市
- 阿根廷罗德里格斯将军市（英语：General Rodríguez），于2014年签订友好城市协议。

## 荣誉
- “全国绿化模范县”
- “ISO14000运行国家示范区”
- “国家园林县城”
- “国家卫生县城”
- “北京市可再生能源示范区”
- “国家生态县”
- “全国控制农村面源污染示范区”
- “全国生态文明建设试点县”
- “国家水土保持生态文明县”
- “全国青少年校园足球试点县（区）"[25]
- ”国家全域旅游示范区"[26]

## 承办活动

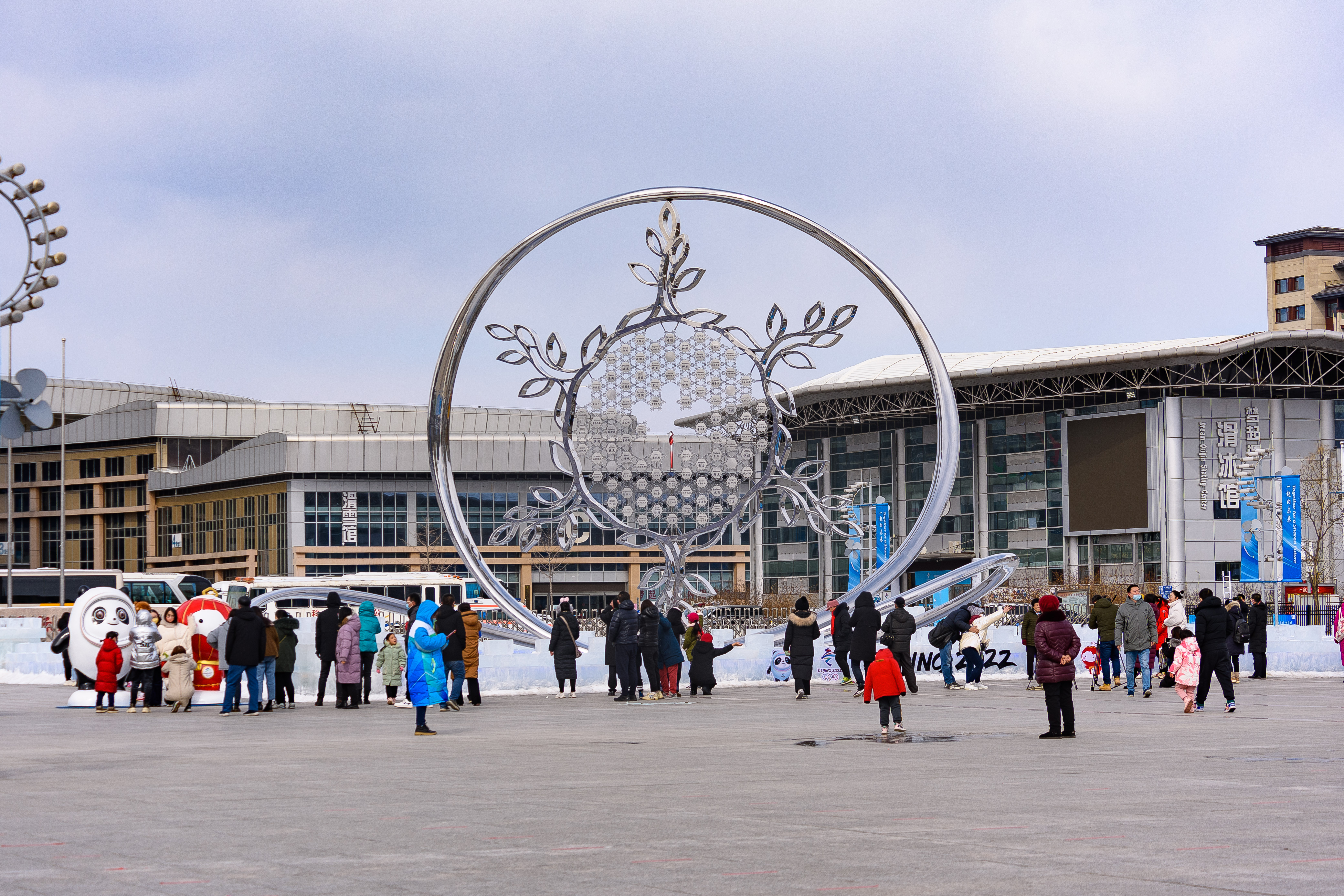
位于八达岭国际会展中心的2022年冬季奥林匹克运动会延庆赛区火炬台

### 公路自行车活动及比赛
- 2008年8月9至10日，奥运会男子公路自行车赛和奥运会女子公路自行车赛的山地绕圈部分位于八达岭和居庸关之间。
- 2011年6月18日，首届北京国际自行车骑游大会。
- 2011年至2014年，作为第一届到第四届环北京职业公路自行车赛部分赛段的起点，终点和途经路线。
- 2015年8月9日，2015北京延庆“台湾精品美利达杯”国际自行车赛。

### 已承办
- 2014年7月，举办第十一届世界葡萄大会[27]
- 2015年7月，举办第九届世界马铃薯大会[28]
- 2015年9月14日至19日，举办2015北京国际马球公开赛暨中国——阿根廷马业博览会[29]
- 2019年4月29日至10月31日，承办2019年世界园艺博览会[30]
- 北京和河北张家口联合举办2022年冬季奥林匹克运动会，位于延庆的小海陀山区设有国家雪车雪橇中心和国家高山滑雪中心，承办雪车、雪橇大项和滑雪大项中的高山滑雪比赛场地。